# Yasmeena Ali
Pour les articles homonymes, voir Ali.
 (mai 2024).
Khadija Cohen (née Patman), plus connue sous le nom de Yasmeena Ali (en dari : ياسمينه علی), est une actrice pornographique anglo-afghane. Elle est peut-être mieux connue pour son implication dans une affaire pénale en 2020, dans laquelle son père et son cousin avaient prévu de la tuer en raison de son choix de carrière et pensaient qu'elle s'était convertie de l'islam au judaïsme.

## Biographie
Ali est née Khadija Patman, dans une zone de Kaboul contrôlée par les talibans le 1er décembre 1993. À l'âge de sept ans, elle a déménagé avec sa famille en Angleterre. Yasmina et ses études ont été très réussies et ont pu fréquenter l'université et obtenir un diplôme de travailleur social. Ses parents l'ont élevée comme musulmane mais Yasmin n'était pas fan de l'éducation religieuse en raison d'un manque d'intérêt. Yasmina, à l'âge de 19 ans, a développé une amitié avec un garçon juif qui a provoqué des controverses et des problèmes familiaux, elle a été expulsée de la maison familiale pour avoir fréquenté un garçon juif et, par conséquent, sa famille lui a retiré tout contact.
Ali a lancé sa carrière lorsqu'elle a rencontré le réalisateur pornographique David Cohen, qu'elle a épousé plus tard. Ils vivaient auparavant en Autriche et ont déménagé en Slovaquie en 2017. Ali a été impliquée dans une affaire pénale en 2020 lorsque son père et son cousin ont été arrêtés pour avoir comploté son assassinat parce qu'elle avait quitté l'islam et avait « déshonoré la famille » avec son choix de carrière,. La British National Crime Agency a déclaré que les deux hommes avaient fait plusieurs voyages en Slovaquie en 2018 pour la rechercher et qu'un tueur à gages avait proposé de la tuer pour 70 000 $,.
Ali milite désormais pour les droits des femmes et « condamne les militants libéraux qui ferment les yeux sur la violation de ces droits »,,,,.